# Венесуэла на Универсиадах
Венесуэла принимает участие в Универсиадах начиная с летней Универсиады 1959 года в Турине. На зимних Универсиадах спортивная делегация Венесуэлы участвует начиная с Универсиады 2011 года в Эрзуруме.
На настоящее время спортсмены Венесуэлы на всех Универсиадах завоевали в сумме 1 медаль, из них ни одной золотой, медаль завоёвана на летней Универсиаде.

## Медальный зачёт
По состоянию на настоящий момент (после летней Универсиады 2021 и зимней Универсиады 2023).

### Медали на летних Универсиадах
| Универсиады       | Золото               | Серебро              | Бронза               | Всего                | Место                |
| ----------------- | -------------------- | -------------------- | -------------------- | -------------------- | -------------------- |
| 1959 Турин        | 0                    | 0                    | 0                    | 0                    | —                    |
| 1961 София        | не участвовали       | не участвовали       | не участвовали       | не участвовали       | не участвовали       |
| 1963 Порту-Алегри | 0                    | 0                    | 0                    | 0                    | —                    |
| 1965, 1967        | не участвовали       | не участвовали       | не участвовали       | не участвовали       | не участвовали       |
| 1970 Турин        | 0                    | 0                    | 0                    | 0                    | —                    |
| 1973—1977         | не участвовали       | не участвовали       | не участвовали       | не участвовали       | не участвовали       |
| 1979 Мехико       | 0                    | 0                    | 0                    | 0                    | —                    |
| 1981 Бухарест     | 0                    | 0                    | 0                    | 0                    | —                    |
| 1983—1989         | не участвовали       | не участвовали       | не участвовали       | не участвовали       | не участвовали       |
| 1991 Шеффилд      | 0                    | 0                    | 0                    | 0                    | —                    |
| 1993 Буффало      | 0                    | 0                    | 0                    | 0                    | —                    |
| 1995—2005         | не участвовали       | не участвовали       | не участвовали       | не участвовали       | не участвовали       |
| 2007 Бангкок      | 0                    | 0                    | 0                    | 0                    | —                    |
| 2009—2011         | не участвовали       | не участвовали       | не участвовали       | не участвовали       | не участвовали       |
| 2013 Казань       | 0                    | 0                    | 1                    | 1                    | 64                   |
| 2015 Кванджу      | 0                    | 0                    | 0                    | 0                    | —                    |
| 2017 Тайбэй       | 0                    | 0                    | 0                    | 0                    | —                    |
| 2019—2021         | не участвовали       | не участвовали       | не участвовали       | не участвовали       | не участвовали       |
| 2023              | Универсиада отменена | Универсиада отменена | Универсиада отменена | Универсиада отменена | Универсиада отменена |
| Всего             | 0                    | 0                    | 1                    | 1                    |                      |